# Борис Априлов
Атанас Василев Джавков, с литературен псевдоним Борис Априлов, е български писател, хуморист и драматург, известен със своите разкази, пиеси и филми, но най-много със своите творби за деца.

## Биография
Атанас Джавков е роден на 21 март 1921 г. в град Малко Търново, България, където семействата на родителите му са намерили убежище след прогонването на българите от Източна Тракия, Турция. Семейството на баща му е живяло заможно в Лозенград, а майка му Нанка Джебкова е неграмотно сираче от селско семейство. Скоро след раждането му семейството се премества в Бургас, където се ражда брат му Георги Василев Джавков. Учи в Бургас и още в гимназията публикува разкази, фейлетони и стихотворения в местните вестници. В 1945 година се жени за Шела (Рашел) Аврам Коен (6 декември 1918 – 9 февруари 1996). Живеят заедно до края на живота си, имат 2 дъщери – Джина Василева – художничка (15 ноември 1945) и Лора Василева – писателка (30 май 1950 – 9 февруари 1991). През 1947 година е поканен от Радой Ралин да работи във вестник „Стършел“ и семейството се мести в София.
В 1956 г. заедно със съпругата си посещава Лондон и Западна Европа в частно пътуване, което му струва кариерата във вестник „Стършел“. Анонимно писмо го набеждава, че е английски шпионин, пее шлагери от английски и американски филми и пътува до Лондон. Предупреден навреме от тогавашния главен редактор на вестника Димитър Чавдаров – Челкаш, Априлов подава оставка преди да бъде уволнен, и впоследствие – попаднал в черните списъци на неблагонадеждните – почти не работи на заплата, а се издържа изключително с писателска дейност.
В периода 1959 – 1963 за кратко е драматург и литературен редактор в Главна дирекция „Български циркове“, а от 1977 до 1980 е щатен драматург в Драматичния театър на Сливен, за да получи правото на пенсия. С това се изчерпва дейността му на щатен деец на изкуството.
Печели редовно награди на Фестивалите на куклените пиеси и други. За цялостното си творчество Борис Априлов е удостоен с литературната награда на МНП „Петко Р. Славейков“ за 1993 г.
През 1991 г. заедно със съпругата си заминава на гостуване в Тел Авив, където в 1989 г. са се изселили двете му дъщери, малко преди падането на комунистическия режим в България.
Там последователно почиват от злокачествено боледуване малката му дъщеря, а след 2 години заболява тежко и Борис Априлов. Умира на 10 април 1995 в болница на Тел Авив. След още няколко месеца почива и жена му Шела.
Има внуци Априла – 8 февруари 1977 г., Габриела – 15 август 1982 г. и Максим – 8 декември 1983 г.

## Псевдоними
Ахасфер, съкратено „Ахо“, „Ахото“ – прякор за цял живот, избран още в юношеството под влияние на приключенския роман „Скитникът евреин“ на Йожен Сю. В тази книга героят е предаден романтично, но на практика е един от най-омразните образи в християнската митология – зрител на Носенето на кръста, отказал да даде чаша вода на измъчения Исус Христос и наказан за този му грях да живее вечно, но да се скита без да може да се спре никъде по света, мразен, гонен и презиран до края на Времето, символ на Еврейския народ.
Ахасфер Карабин – вестник „Стършел“, както и Попивко Папкин, Лев Рубашкин и други.
Борис Априлов е псевдоним, измислен от главния редактор на „Стършел“ Димитър Чавдаров, за да замени неблагозвучната фамилия Джавков още в 1949 г. По-късно младият автор участвал в създаването на скандалните сатирични спектакли „Дяволското огледало“ съвместно с Радой Ралин, „Кралят е гол!“, (или „Новите дрехи на краля“) съвместно с Венцеслав Рунтов, където Вълко Червенков обидено разпознава себе си; също двата Стършелови сатирични спектакла, донесли не малко беди в живота на младите автори.

## Творчество

### Издадени книги
- „Тревоги“. Хумористични разкази и фейлетони. 1953;
- „Върхът на нахалството“. Хумористични разкази, библиотека „Стършел“. 1957;
- „Приключенията на Лиско“. Хумористична повест. 1957„Нокаут“. Хумористични разкази, библиотека „Стършел“. 1959;
- „Морето е на всички“. Разкази за възрастни. 1963;
- „Пиратска романтика“. Хумористични разкази, библиотека „Стършел“. 1964;
- „Докосване“. Разкази. 1965;
- „Топка в морето“. Приказка. 1965;
- „Кончето Пончо“. Приказка. 1967;
- „Кифлата на началника“. Хумористични разкази, библиотека „Стършел“. 1968;
- „Папагалчето и пеперудката“. Приказка. 1968;
- „Приключенията на Лиско по море“. Роман за деца и възрастни. 1968 (1982);
- „Есенни дюни“. Разкази. 1969;
- „Произшествие“. Пиеса. 1969;
- „Едно малко бяло облаче“. Приказка. 1970;
- „Избрани разкази и повести“. 1971;
- „Новите приключения на Лиско“. 1973;
- „Най-новите приключения на Лиско“. Привидението и Голямата награда. Повести за деца. 1975;
- „Лиско при квадратните същества“. Роман за деца. 1975;
- „Шестте пингвинчета“. Повест за деца. 1978;
- „История с лебед“. Хумористични разкази, библиотека „Стършел“. 1979;
- „Приключенията на Лиско“. Избр. творби за деца. 1981;
- „Отбраната на Спарта“. Разкази и новели. 1982;
- „Четири повести“. 1984;
- „Часът на източния бриз“. Разкази и новели. 1986;
- „Деликатно настроение“. Разкази и новели. 1986;
- „Десет приключения на Лиско“. Повести за деца. 1987;
- „Далечно плаване“. Повести. 1988;
- „Хавайските острови“. Роман издаден посмъртно в 1997;
- „Траверстаун“. Недовършен роман…
- „Българска Маринистика-Антология“ издаден посмъртно в 2002, съставители Върбан Стаматов, Георги Ингилизов, Никола Радев, Борис Априлов и други, Университетско издателство „Св. Климент Охридски“ ISBN 954-07-1706-X
- „Приключенията на Лиско“ в 6 тома 1999 – 2001:
  - „В гората“
  - „По море“
  - „При квадратните същества“
  - „Не пипай куфара. Чими. Часовникът.“
  - „Червената шапчица. Дупката. Питонът.“
  - „Привидението. Голямата награда. Стената. Синъото фламинго.“

### Поредицата за Лиско
Най-известните и обичани произведения на Борис Априлов са цикъл от романи и повести за приключенията на лисичето Лиско, някои от които са включени в програмите на училищата. Жанрът на творбите е труден за определяне и се променя през годините. В тях се съдържа и хумор, и сатира, и гротеска, и лирика – и всичко онова, за което е било забранено да се пише в книгите за възрастни. Ето творбите по реда на създаването им:
- „Приключенията на Лиско в гората“ (1957)
- „Приключенията на Лиско по море“ (1968)
- „Новите приключения на Лиско“ (1971) Съдържа повестите:
  - „Не пипай куфара“
  - „Чими“
  - „Часовникът“
  - „Червената шапчица“
  - „Дупката“
  - „Питонът“
- „Приключенията на Лиско в страната на квадратните същества“ (1975)
- „Най-новите приключения на Лиско“ (1975) Съдържа повестите:
  - „Привидението“
  - „Голямата награда“
- „Десет приключения на Лиско“ (1987) Съдържа осемте повести от предните книги, както и две нови:
  - „Стената“
  - „Синьото фламинго“

### Детска литература
- „Топка в морето“ (1965)
- „Кончето Пончо“ (1967)
- „Папагалчето и пеперудката“ (1968)
- „Едно малко бяло облаче“ (1970)
- „Шестте пингвинчета“ (1978)

### Разкази и повести
Освен детска литература, Борис Априлов пише и редица разкази за възрастни, най-често за Южното Черноморие и живота на рибарите. Те са публикувани в периодичния печат и в сборници повести и разкази.
- „Тревоги“. Хумористични разкази и фейлетони. 1953;
- „Върхът на нахалството“. Хумористични разкази, библиотека „Стършел“. 1957;
- „Нокаут“. Хумористични разкази, библиотека „Стършел“. 1959;
- „Морето е на всички“. Разкази за възрастни. 1963;
- „Пиратска романтика“. Хумористични разкази, библиотека „Стършел“. 1964;
- „Докосване“. Разкази. 1965;
- „Кифлата на началника“. Хумористични разкази, библиотека „Стършел“. 1968;
- „Есенни дюни“. Разкази. 1969;
- „Избрани разкази и повести“. 1971;
- „История с лебед“. Хумористични разкази, библиотека „Стършел“. 1979;
- „Отбраната на Спарта“. Разкази и новели. 1982;
- „Четири повести“. 1984;
- „Часът на източния бриз“. Разкази и новели. 1986;
- „Деликатно настроение“. Разкази и новели. 1986;
- „Далечно плаване“. Повести. 1988;
- „Хавайските острови“. Роман издаден посмъртно в 1997;
- „Траверстаун“. Недовършен роман
- „Изкачването“ [3]

### Пиеси
Увлечен силно в драматургията, Априлов пише много театрални и куклени пиеси, както за деца, така и за възрастни. Много от тях са играни в чужбина. С особена популярност е пиесата за куклен театър „Чими“, играна в много театри по света в продължение на десетки години. По нея е направен и филм в ГДР.

### Филмови сценарии
По негови сценарии са заснети филмите:
- „За вас, жени“ (1967)
- Петимата от „Моби Дик“ (1970)
- „Здрачаване“ (тв, 1976)
- „Бягство в Ропотамо“ (1973)

Заснети са и няколко анимационни филма, между които:
- „Опера за един лешник“ (1974)
- „Въздишка на облекчение“ (1982)